# Greva de la Vorkuta
Greva de la Vorkuta a avut loc în iulie-august 1953 în lagărele de deținuți politici și de prizonieri de război din Vorkuta, Rusia, prima grevă politică din istoria URSS, la care au participat în jur de 250.000 de prizonieri și deținuți.
Starea deținuților din unele lagăre sovietice ajunsese până la un nivel încât oamenii nu mai puteau suporta cruzimea, tirania, moartea lentă prin muncă istovitoare și înfometare. După moartea lui Stalin (martie 1953), s-a sperat la o viață mai bună in lagăre, dar ea s-a înăsprit.
La 9 iulie 1953 a început greva neînarmata a deținuților, care au refuzat să iasă la lucru până la venirea unei comisii de la Moscova cu membri ai Comitetului Central (organul suprem de conducere al URSS). Greva a început în lagărul numărul 2, apoi s-au alăturat și celelalte lagăre. Comitetul de grevă era format din cinci deținuți: Levando din Ucraina, președinte, Heinrich Jaskunas din Lituania, Anatoli Musaev din Cecenia, Felix Kindzerski din Polonia și Johann Urwich din România. Lozinca grevei era „Mai bine morți decât robi la sovietici”.
Greva s-a soldat cu 300 de morți, atât bărbați cât și femei, ucraineni, ruși, germani, unguri, români, evrei, estoni, polonezi, turcmeni și alte naționalități.

## Cauze
În 1949, URSS a semnat Convenția de la Geneva, angajându-se să-i elibereze pe toți prizonierii de război. Dar NKVD avea nevoie de mână de lucru ieftină. De aceea sovieticii au găsit soluția de a-i declara pe mulți prizonieri „criminali de război”, condamnându-i la 25 de ani de detenție cu regim înăsprit. La 5 mai 1950, agenția de știri TASS a dezmințit că în lagărele sovietice ar mai fi prozonieri germani: cei care mai erau, fuseseră condamnați drept criminali de război și nu aveau dreptul la eliberare. Abia în 1955, mulțumită diligențelor cancelarului RFG, Konrad Adenauer, au fost repatriați majoritatea prizonierilor de război germani. Deținuții politici și prizonierii de război din alte țări au fost eliberați mult mai târziu, după greve și intervenții diplomatice în apărarea drepturilor omului. Peste câțiva ani, unii dintre prizonierii de război eliberați din lagărele sovietice, întorși în țările lor devenite socialiste, au fost din nou arestați și au mai stat câțiva ani în închisorile comuniste din acele țări din cauză că fuseseră combatanți în război împotriva Uniunii Sovietice.
Numeroși deținuți au fost arestați și condamnați fiindcă au fost martori ai crimelor săvârșite în țările înrobite de armata sovietică. Foarte des groparii, sanitarii, medicii care, în virtutea profesiei, vedeau crimele sovietice erau apoi arestați, condamnați la 25 de ani și duși în lagărele din URSS. Sovieticii trebuiau să șteargă din memoria populară aceste fapte, să le ascundă de la alte popoare, care nu ar fi tăcut.
După război, mulți militari sovietici, care puseseră piciorul în alte țări, fuseseră condamnați și ei la ani grei de lagăr sub diferite pretexte. Văzuseră pe unde umblaseră un alt mod de viață, își dădeau seama că în lumea capitalistă oamenii trăiau mai bine și că acolo era mai multă democrație decât în țara lor. După terminarea războiului ei se întorseseră în URSS „contaminați” de o ideologie burgheză și erau periculoși. La fel de periculoși erau și prizonierii sovietici de război care lucraseră în lagăre pentru nemți între 1941 și 1945, deoarece văzuseră că lagărele germane de prizonieri de război erau mai blânde decât cele sovietice și, lucrând în afara lor, au văzut nivelul de trai al oamenilor de rând. Acești oameni nu puteau fi lăsați în libertate, pentru a nu răspândi populației această informație. De aceea erau condamnați pentru trădare: soldatul sovietic nu se putea preda, el trebuia să folosească ultimul glonț pentru a se sinucide.
În toate lagărele, condițiile prizonierilor erau mizerabile: foamete, muncă grea, boli, lipsă de medicamente, regim aspru, pedeapsă cu carcere. Unii deținuți beau săpun ca să capete diaree, alții își ardeau mâinile cu cărbuni incinși ca să scape de lucrul ce era peste puteri. Lucrau peste 12 ore pe zi, uneori fără zile de odihnă. În lagăre erau laolaltă atât prizonieri politici (ruși sau din alte țări europene) și prizonieri de război, cât și deținuți de drept comun, care primeau privilegii de la gărzi dacă îi sabotau sau maltratau pe primii.
Unele greve la scară mică avuseseră loc în lagăre și anterior anului 1953. Prizonierii și-au dovedit în aceste cazuri că, prin rezistență, dacă erau uniți, NKVD-ul putea fi înduplecat și problemele se puteau rezolva la masa tratativelor. În 1947 Mihai Răducanu a organizat greva foamei în lagărul din Arzamas, obținând îndeplinirea cerințelor prizonierilor. Conform mărturiilor generalului german Schmidt, deținut la Vorkuta, într-un alt caz 800 de ofițeri români hotărâseră să se sinucidă în masă și unii chiar au reușit. 
În 1948, în Karaganda (nordul Kazahstanului) se afla un lagăr format numai din prizonieri japonezi. Conform unui acord, guvernul japonez trimitea, sub formă de produse alimentare, o anumită cantitate de orez, ca supliment la hrana prizonierilor și ca despăgubire a cheltuielilor sovieticilor de întreținere a acestora. Dar începând din 1947, japonezii nu mai primeau acest supliment, deoarece în URSS nu se produceau alimente suficiente și sovieticii vindeau marfa pe piața neagră pentru a domoli situația și a colecta și bani. La protestul deținuților, sovieticii răspundeau că Japonia nu le mai dă acest orez. După ce japonezii au aflat că aceasta este o minciună și au primit încă un răspuns negativ la cerința lor, au blocat intrările în mină și au declarat că nimeni nu va ieși la lucru până nu va veni o comisie de la Moscova să discute cu ei pentru a primi orezul pe care guvernul și familiile lor le trimiteau. Protestul a fost ignorat până când o parte din deținuți au început să-si facă seppuku, cu stilete, iar după ce acestea au fost confiscate, aruncându-se în mină. Condiția cerută le-a fost îndeplinită, șefii locali ai gărzilor degradați sau judecați, iar japonezii împărțiți și trimiși în grupe mici în alte lagăre.

## Desfășurare
Greva a paralizat toată activitatea minelor. Oamenii nu ieșeau la lucru, iar cei care ieșeau, nu lucrau. Trenurile venite după carbuni stăteau zile întregi în stații așteptând sfârșitul grevei. Timp de zece zile, Uniunea Sovietică a pierdut 500.000 de tone de cărbune. Lucrătorii de la calea ferată, observând sloganele greviștilor "Libertate sau moarte!", au luat o atitudine simpatetică. Mașiniștii, trecând pe lângă lagăre, trăgeau hoarna, iar pasagerii din trenuri le dădeau din mâini arătându-și solidaritatea. Deținuții au scris același slogan pe acoperișuri, ca să se observe din avion, împreună cu cuvintele "90 de naționalități: ruși, uzbeci, americani, englezi, suedezi, polonezi, unguri, români, letoni, estoni, lituanieni..."
Greviștii nu au cedat la amenințări și, la 26 iulie 1953, a venit de la Moscova o comisie condusă de generalul Ivan Maslennikov, locțiitorul șefului MVD-NKVD și procurorul general generalul Roman Rudenko, fost procuror în Procesele de la Nürnberg. Două memorii au fost prezentate comisiei: primul - cerințele deținuților politici (informarea familiilor despre aflarea prizonierilor în lagăre, scoaterea barelor de metal de la ferestre, identificarea prizonierilor după nume, nu după numerele cusute pe hainele lor) și al doilea descria 10 cazuri de violență, tiranie și bestialitate din miile de cazuri din lagăre. 
Dialogul nu a avut loc. Prin manipulare și amăgeli (spunându-le deținuților dintr-un lagăr că cei din altele ies la lucru), Derevianko, șeful Rechlag Kuzma, adică al lagărelor din regiunea de nord a Rusiei, și unul dintre membrii comisiei, i-a forțat pe deținuții din unele lagăre să iasă la lucru. Sub presiune, conducerea grevei politice a hotărât la 31 iulie ieșirea la lucru. Două divizii de trupe NKVD au înconjurat lagărul numărul 2. Comitetul de grevă a fost arestat. Procurorul Rudenko a împușcat în curtea lagărului un deținut polonez Ignatowicz și s-a retras din lagăr.
La 1 august, marea majoritate a prizonierilor a ieșit la lucru. Totuși, un grup mic, format din 2.000 de deținuți din lagărul nr. 29, a refuzat. La ora 9,50, trupele NKVD au deschis focul asupra lor. Oamenii credeau că nu vor fi împușcați după moartea lui Stalin și Beria. Văzând cum enkavediștii îi omoară, au început să-și rupă cămășile și să arate că nu au arme, dar în zadar. Pe cei morți enkavediștii i-au încărcat în mașini și i-au dus într-un loc rămas până astăzi neidentificat. Apoi pompierii au spălat sângele de pe pământ în râul Vorkuta. O parte importantă a soldaților care au tras în oamenii neînarmați erau de origine turcomană sau mongolă, întrucât ofițerii ruși se temuseră că recruții din regiunea de nord a Rusiei ar fi putut refuza să tragă.

## Urmări
Greva a încetat după împușcarea deținuților, supraviețuitorii ieșind din nou la lucru. După această grevă, mulți din deținuții de la Vorkuta au fost trimiși imediat în alte lagăre. Au avut loc interogatorii intense. Timp de trei zile după grevă a avut loc arestarea prizonierilor care au participat mai activ la grevă. Ei au fost deținuți în nou formatul lagăr nr. 66, iar de acolo trimiși la închisoarea din Irkutsk, în estul Siberiei, sau la cea din Vladimir. Deși conducătorii grevei au primit o nouă condamnare în 1956, interogatoriile prizonierilor au continuat până în anii 1980.
Alte revolte importante au avut loc la Karaganda și Norilsk în 1953, la Kengir (Dzezhkazgan) în 1954 și iarăși la Vorkuta în 1955. În 1955 și 1956 o parte din prizonierii politici au fost "amnistiați", dar drepturile lor civice au rămas suspendate. Sistemul Gulag a continuat să funcționeze până în anii 1960, iar sistemul de muncă forțată a deținuților politici până în anii 1980.
“Lângă mormanul de zgură de la Mina 29, cineva în timpul lui Hrușciov a ridicat o cruce - cu un picior înalt, ca un stâlp de telegraf - deasupra gropii comune. Apoi ea a fost dată jos. Și cineva a pus-o la loc.” (Alexandr Soljenițîn, celebru disident rus)
“În fiecare an începând cu 1953, de 1 august oamenii din Vorkuta își fixează o panglică neagră pe hainele lor de miner în semn de solidaritate eternă și loialitate față de camarazii lor căzuți.” (Adolfs Slide, participant leton la greva de la Vorkuta)
După destrămarea Uniunii Sovietice, au fost făcute unele eforturi, în special de asociația rusă "Memorial", de a documenta și de a comemora evenimentul, în special cu ocazia împlinirii a 50 de ani. Deși au existat multe memorii scrise de foștii deținuți și prizonieri, evenimentul a primit un minim de atenție internațională. Astăzi în Rusia și Kazahstan aproape că nu există nici un memorial public al sistemului muncii de sclavi practicat în fosta URSS, iar cele care există sunt ridicate de baltici, nemți, polonezi, italieni, români adesea prin eforturi private (nu publice). Au fost făcute foarte puține documentare. Orașul Vorkuta are un muzeu modest. Există foarte puțin efort din partea oficialităților ruse de a onora victimele și de a publica trecutul. Autoritățile locale din zonele fostelor lagăre, precum și autoritățile centrale preferă să uite această parte din istoria Rusiei, lăsând fostele lagăre ascunse prin degradare și trecerea timpului, de parcă holocaustul roșu nici n-ar fi avut loc. Doar ca oasele sunt încă acolo și continuă să reapară. 

### Scrisoarea deschisă a lui Urwich
Unul dintre conducătorii grevei de la Vorkuta, Johann Urwich, român de origine germană născut la Moreni, România, după ce a fost eliberat s-a întors în România, dar văzând teroarea comunistă a plecat în Germania de Vest. Sosit acolo, a publicat câteva cărți despre tragedia prizonierilor politici și de război din lagărele sovietice, printre care cele trei volume ale cărții Fără pașaport prin URSS (Ohne Pass durch die UdSSR).
Când Leonid Brejnev, conducatorul URSS, a vizitat Germania de Vest în 1973, Urwich i-a adresat o scrisoare deschisă, cerând un răspuns despre cei uciși la Vorkuta:
Scrisoare deschisă Domnului Leonid Brejnev, Prim Secretar al Comitetului Central al Partidului Comunist al Uniunii Sovietice
Cu ocazia vizitei Dumneavoastră oficiale în Republica Federală Germania, îmi permit să Vă transmit un salut de bun venit din partea foștilor deținuti politici, deportați și prizonieri de război, pe care i-am reprezentat în prima grevă politică din URSS, care a avut loc în iulie-august 1953 în lagărele cu regim special din Vorkuta.
Eu, Johann Urwich, în lagărele sovietice numit Ferry, de origine germană, născut în România, cetățean al RFG, membru în comitetul de cinci în conducerea grevei politice de mai sus, am fost condamnat la 18 septembrie 1953 de Tribunalul din Vorkuta în baza art. 58, aliniatele 11 și 14 ale codului penal sovietic pentru răscoală în grup contra statului la alți 25 de ani.
Mă consider și astăzi responsabil față de deținuții ce au fost uciși în lagărele din Vorkuta de trupele NKVD, numai pentru motivul că am cerut respectarea drepturilor omului. Cuțitul ajunsese la os. Oamenii nu mai puteau suporta cruzimea, tirania și moartea lentă. După moartea lui Stalin s-a sperat la o comportare mai omenească, această speranță a fost înșelată amarnic. Guvernul sovietic arunca pe de o parte vina pe Beria, pe de altă parte însă înăsprea condițiile de viață în lagăre. Admițând că responsbilii Uniunii Sovietice nu cunoșteau starea din lagărele de concentrare, prizonierii din Vorkuta s-au hotărât să le aducă la cunoștință, declarând prima grevă politică din istoria Uniunii Sovietice. Ea avea și scopul de a arăta și popoarelor din afara cortinei de fier, care este adevărul. Pe cale pașnică, lagărul nr. 2 din mina nr. 7 a bazinului carbonifer Vorkuta a început greva generală, căreia i s-au alaturat din oră în oră toate celelalte lagăre din regiunea polară de nord din vecinătatea orașului Vorkuta. Autoritățile sovietice și-au arătat însă adevărata față încă înainte de a ajunge comisia guvernamentală de cercetări. În ziua de 23 iulie 1953 în lagărul nr. 12-14-16 un soldat sovietic a împușcat doi deținuți care treceau dintr-o zonă în alta în incinta lagărului.
În ziua de 26 iulie a sosit comisia de anchetă a Comitetului Central al Partidului și al Guvernului cu împuternicire semnată de președintele Sovietului Suprem al Uniunii K.E. Voroșilov și secretarul Pegov. Conducerea comisiei o avea generalul de armată Maslennikov, locțiitor al ministrului de interne și membru supleant în CC pe Uniune, având ca ajutor pe R.A. Rudenko, procurorul general al Uniunii Sovietice, în calitate de reprezentant al Guvernului (fost acuzator sovietic de la Nürnberg), împreună cu circa 20 de experți din NKVD.
Două memorii au fost prezentate comisiei contra semnătură. Primul conținea cerințele deținuților politici, deportaților și prizonierilor de război, al doilea descria numai zece cazuri de violență, tiranie și bestialitate din miile de cazuri din acele lagăre. Memoriile au fost întocmite de un grup de 16 juriști de diferite naționalități, cunoscători de Drept Internațional, printre dânșii chiar și foști ofițeri sovietici. Aceste memorii au fost înaintate comisiei de către toate lagărele de pe traseu.
După tratativele duse cu procurorul general Rudenko, conducerea grevei politice din lagărul nr. 2, mina nr. 7 a hotărât sub presiune pe data de 31 iulie ieșirea din lagăr la lucru. Să nu se uite că între timp, lagărul a fost încercuit de două divizii speciale, aduse din Uniune. Majoritatea prizonierilor ne-au reproșat capitularea, susținând că soldații sovietici nu ar fi tras în oameni fără apărare. Dar numai după 24 de ore s-a dovedit, că noi, cei ce nu au crezut NKVD-ul, am avut dreptate. Întâi, conducerea grevei politice a fost arestată, apoi pe data de 1 august, ora 9,50, trupele NKVD, sub comanda și sub privirile procurorului general Rudenko, au tras direct în lagăr, în oamenii ce așteptau să li se facă dreptate. Oamenii din primele rânduri și-au rupt cămășile, arătându-și pieptul gol. Dar nici Rudenko și nici ajutoarele sale nu s-au înduplecat, ci au înecat totul în sânge. Au murit tați, soți, frați și copii, ucraineni, germani, ruși, români, lituanieni, unguri, everi, estonieni, polonezi, turcmeni etc.
Cu procesul înscenat conducerii grevei politice din lagărul nr. 2, mina nr. 7, au fost oprite toate procesele în curs și înglobate în unul singur, răspunderea întreagă căzând pe noi, cei din lagărul nr. 2, mina 7.
La sosirea mea în RFG, mi s-a pus întrebarea dacă știu cum, câți și în ce fel au fost asasinați oamenii la mina nr. 2. Mai mult, dacă se știe (căci trebuia să știu!) cine a fost tras la răspundere pentru asasinatul din lagărul 12-14-16 și lagărul 29. Ce pot să spun? Dacă spun adevărul, se va zice că mint sau că fac propagandă anticomunistă.
Dumneavoastră, domnule Brejnev, puteți însă da o declarație oficială, arătând cine sunt criminalii, și dacă au fost trași la răspundere și anume când și cum! Sper că nu vă veți spăla mâinile ca Pilat din Pont. De 28 de ani, aici în Germania, se mai judecă încă procese, în care sunt acuzați oameni de crime petrecute în timpul războiului. Și în Uniunea Sovietică s-au dezbătut astfel de cazuri. Oare crimele din Vorkuta, care nu au încă 20 de ani de vechime, nu se pot judeca pentru a afla adevărul? Poporul german, cât și toate celelalte popoare, rudele și prietenii celor omorâți și tiranizați vor să știe adevărul! La Nürnberg germanii au fost acuzați de crime împotriva umanității chiar de acuzatorul sovietic Rudenko. Iar la 1 august 1953, sub privirile aceluiași Rudenko, au fost asasinați oameni nevinovați în lagărele sovietice din Vorkuta. Domnule Brejnev, dați un răspuns prin radio sau prin presă. Numai Dumneavoastră o puteți face. Un răspuns personal puteți dispune să-mi parvină pe adresa Rumänisch-land, Zugspitzstrasse 27, D-8011 Vaterstetten.
Vă mulțumesc anticipat,
Johann Urwich
1 mai 1973”
Scrisoarea a rămas însă fără răspuns.